# Beuzeville
Beuzeville es una localidad y comuna francesa situada en la región de Normandía, departamento de Eure, en el distrito de Bernay y cantón de Beuzeville. Es un centro comercial de cierta importancia, debido a su posición estratégica y sus buenas comunicaciones.
Situada en la meseta de Lieuvin, está muy cercana a las comunas de Pont-l'Évêque, Honfleur y Deauville. Beuzeville está situada justo a la salida del autopista A13, cerca del Puente de Normandía y del Puente de Tancarville.

## Demografía
| 2360 | 2392 | 2415 | 2534 | 2702 | 3097 |
| Para los censos de 1962 a 1999 la población legal corresponde a la población sin duplicidades (Fuente: INSEE [Consultar]) |      |      |      |      |      |

## Actividades
Beuzeville es un centro agrícola y comercial en expansión, especialmente a causa de acoger un centro de distribución alimentaria de una cadena de hipermercados.

## Lugares y monumentos

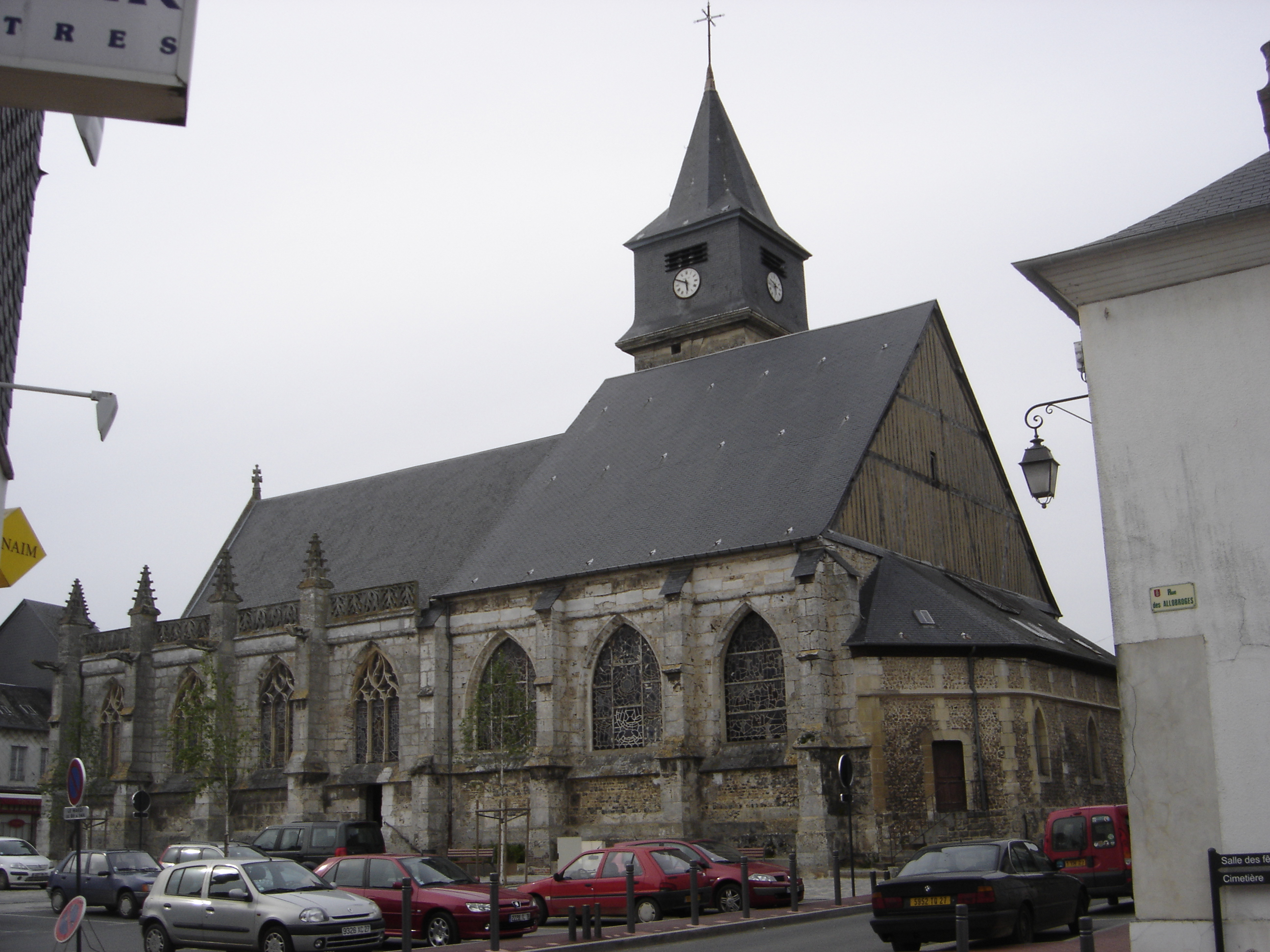
Iglesia de Saint Hélier.

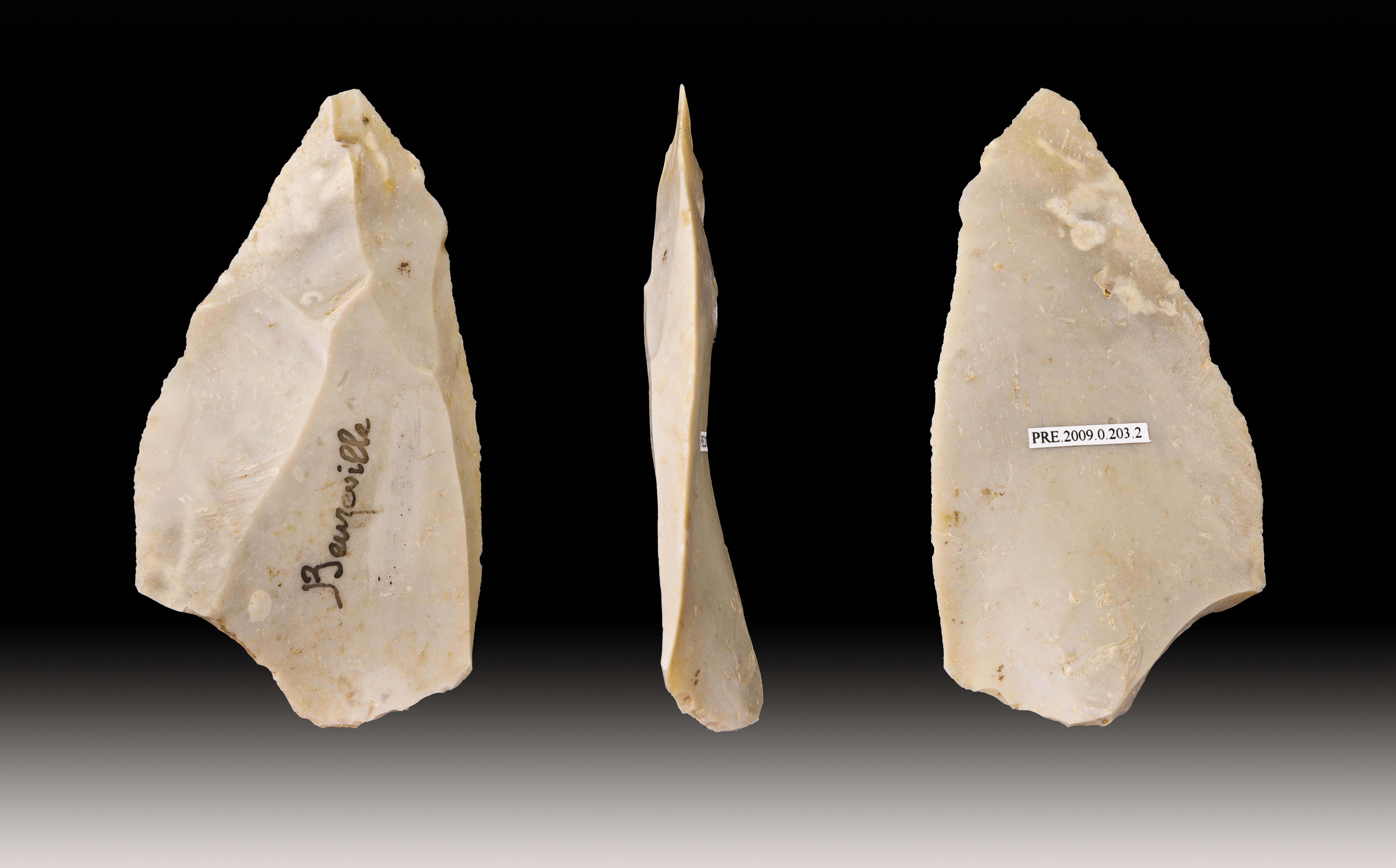
Punta Levallois - Beuzeville

- Iglesia dedicada a san Hélier, monje del siglo VI originario de Tongres, en Bélgica, ermitaño en Jersey y que da nombre a la principal ciudad de la isla, Saint Helier. Restaurada en la década de 1960 a iniciativa de su deán, el canónigo Lepreieur, es un edificio del siglo XII, que posee una notable colección de vidrieras del maestro François Décorchemont, que representan a Juana de Arco, Anselmo de Canterbury y Francisco de Asís, así como al patrón del edificio. También acoge un bello órgano moderno, de la factoría Haerpfer-Hermann. En la cabecera presenta un frontón con entramado visto, un elemento arquitectónico poco frecuente.

## Curiosidades
Beuzeville es también el nombre de un área de estacionamiento entre le Havre y París. También dio nombre a la película «La Beuze», de Mickaël Youn.